# 北禅寺 (无锡)
北禅寺，梁溪十大刹之一。始建于唐武德年间，其原址位于今中国江苏省无锡市梁溪区东林中学校园区域附近。

## 简介
北禅寺始建于唐代武德年间，因与凤光桥同时建造，故初名“凤光寺”。后遭废弃。北宋宝元年间又立，宋仁宗赐名“寿圣禅院”。正殿为释迦宝殿，据《四库全书》载，殿额由北宋书法家米芾书写。清乾隆三十四年（1771年），候补知府秦兆雷建造大悲楼五间。1949年之后，旧城改造时寺庙建筑遭拆除。1988年，旧房整改，另建新楼，刻有“北禅寺”的匾额大方砖在此阶段丢失。至此，北禅寺不复存在，现仅存地名“北禅寺巷”。